# Pentatropis oblongifolia
Pentatropis oblongifolia là một loài thực vật có hoa trong họ La bố ma. Loài này được (Costantin) Liede mô tả khoa học đầu tiên năm 1994.